# كلايف بريتن
كلايف بريتن (بالإنجليزية: Clive Brittain)‏ هو مدرب خيول بريطاني، ولد في 15 ديسمبر 1934.